# Bilancio dell'azoto
Il bilancio dell'azoto è un parametro clinico ottenuto dalla differenza tra l'azoto introdotto e l'azoto perso. Consente di valutare in modo indiretto lo stato catabolico di una persona: in tal modo si possono valutare sia le perdite proteiche che la quantità di proteine che sono utilizzate per la sintesi proteica.
Dal punto di vista dei fenomeni di trasporto, si tratta di un bilancio di materia.
Tenendo presente che le proteine contengono il 16% di azoto (100 g di proteine / 16 g di azoto = 6,25), possiamo ottenere la corrispondente quantità di proteine in grammi, moltiplicando i grammi di azoto per 6,25. Viceversa, sapendo quanti grammi di proteine ci sono in un certo alimento, possiamo ricavare l'azoto introdotto dividendo per 6,25. 
L'azoto viene perso con le feci, con le urine e con il sudore e la somma di queste uscite è sottratta dal quantitativo ingerito.
Bilancio dell'azoto = (grammi di proteine introdotte / 6,25) − (Nureico urinario + 3)
L'azoto introdotto viene valutato dividendo per 6,25 le proteine consumate, per i motivi suddetti.
Le perdite di azoto si calcolano sommando l'azoto urinario, l'azoto fecale e le perdite di azoto da altre vie (cute, peli, unghie, sangue mestruale); in situazioni patologiche si hanno perdite attraverso vomito, drenaggi, fistole, superfici ustionate ecc. È possibile approssimare le perdite non dovute all’azoto urinario a 3 g, ciò spiega il numero tre alla fine dell'equazione.
L'azoto ureico urinario si ottiene moltiplicando l'urea urinaria (g/24 ore) per 0,46. 
La quantità di proteine assunte con la dieta dipende dal bilancio dell'azoto.
L'equilibrio nel bilancio dell'azoto significa che l'azoto assunto con la dieta
giornalmente bilancia quello perso, cioè:
Nin = Nout
Nella persona sana il bilancio è nullo. In caso di malattia o denutrizione diventa negativo, a causa del catabolismo proteico causato da sostanze note come citochine infiammatorie. Durante la crescita e negli sportivi che seguono un'alimentazione equilibrata, il bilancio tende ad essere positivo.
- Se: Nin > Nout allora si è in fase di sintesi proteica a livello tissutale (bilancio dell'azoto positivo)

- Se: Nin < Nout allora si è in fase catabolica delle proteine (bilancio dell'azoto negativo)

Per mantenere un bilancio dell'azoto nullo o tendente al positivo, occorre assumere, nel soggetto normale, 0,75-1 g di proteine per kilogrammo di peso corporeo al giorno, secondo le indicazioni dell'Organizzazione mondiale della sanità (OMS).

## Esempio
Un uomo adulto di 70 kg per avere un bilancio positivo deve introdurre almeno 96 mg/kg di azoto al giorno con la dieta, cioè 0,6 g/kg di proteine al giorno, corretto a 0,75 g/kg dalle direttive dell'OMS. In pratica ha una necessità di almeno 52,5 g di proteine al giorno (valore che soddisfa il fabbisogno minimo del 97,5% della popolazione).